# Василий Тышкевич
Васи́лий Тышке́вич (ум. 13 августа 1571) — государственный деятель Великого княжества Литовского, представитель западнорусского рода Тышкевичей герба «Лелива». Маршалок господарский (1546—1558), воевода подляшский (1558—1563) и смоленский (с 1569).

## Биография
Владел имениями Белавичи, Лососиная, Байкевичи, Ряженое, Здитов, Хриса, Спорово и другими. Был старостой красносельским, черкасским и каневским (с 1536), минским (с 1544), волковысским (с 1546), пинским (с 1569), бобруйским и гайновским.
Находился в магнатской оппозиции по отношению к Сигизмунду Августу, вследствие чего в 1563 году должность воеводы подляшского перешла к князю Стефану Збаражскому.
В 1569 году выступал против заключения Люблинской унии. В том же году занимал должность воеводы смоленского.
5 ноября 1569 года получил от великого князя Сигизмунда Августа титул графа «на Логойске и Бердичеве».
Участвовал в битвах с крымскими татарами, посольствах в Крым и Москву. Будучи православным, перешёл в кальвинизм.

Перед смертью составил завещание, по которому часть земель переходила его дочери Александре, а часть сыну Евстахию (малолетнему сыну от второго брака). Кроме того, он завещал похоронить себя в Супрасльском монастыре, его надгробье содержит следующую надпись:
«Въ лето отъ Нароженя Господа Бога и Спаса нашего Іисуса Христа 1571 мѣсеца Августа 13 дня въ неделю, преставися рабъ Божій панъ Васили Тишковичъ Воевода Смоленскій Староста Менскій и Пинскій, положенъ въ Храмѣ Благовѣщенія Богородицы, въ монастыри Супрасльскомъ».

## Семья
Сын Тышки Калениковича.
Был женат дважды. От первого брака с Александрой Чарторыйской имел дочь Анастасию (замужем за Иваном Мелешко) и трёх сыновей — Юрия, Каленика и Евстахия. Вторым браком был женат на Анастасии Сопотковной, от которой имел дочь Александру (замужем за Александром Ходкевичем) и сына Евстахия Серафина.